# Uitkijktoren Fochteloërveen
De uitkijktoren bij het Fochteloërveen is een door Natuurmonumenten geplaatste toren ten noordoosten van de plaats Ravenswoud. De constructie is 18 meter hoog en bestaat uit douglashout met het FSC keurmerk en staal. Hij is ontworpen door architect Dick de Haan. De toren ziet eruit als een gedraaide zeven.
De toren is zo ontworpen dat je geen last hebt van de zon tijdens het observeren van de natuur. Ook is hij net iets lager dan de boomtoppen waardoor de hoogbouw in Assen niet zichtbaar is.
De uitkijktoren is een geliefde plaats voor vogelaars.

## Prijzen
- Publieksprijs van de Houtarchitectuurprijs 2001
- Vredeman de Vriesprijs, publieksprijs voor Architectuur 2002
- Gouden Piramide 2003

## Trivia
Een replica van de uitkijktoren staat in Madurodam.

## Externe links

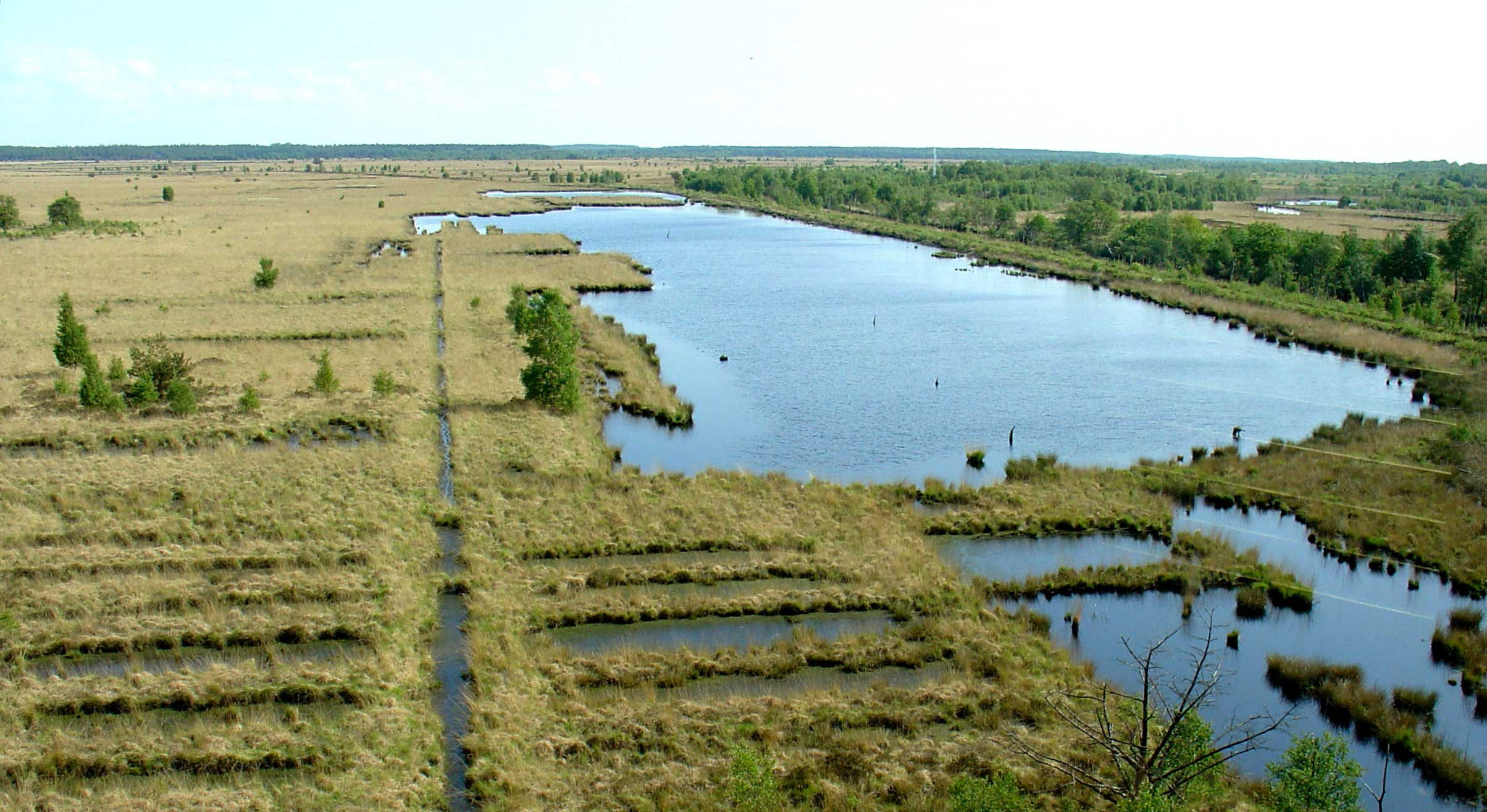
Het Fochtloërveen in het grensgebied van Friesland en Drenthe (vanaf de uitkijktoren)